# Stabilita numerické metody
O numerické metodě říkáme, že je stabilní, pokud malé změny výchozích dat jen málo ovlivňují výsledky.
Jelikož v praxi je nevýhodné a většinou nemožné počítat s přesnými čísly, jsou výpočty vždy zatíženy chybami. V případě nestabilních metod mají tyto chyby sklon se katastrofálně kupit a růst, a tak většinou zcela znehodnotí řešení. Je-li však nestabilní samotná úloha, kterou řešíme, stabilní metodu se nám nalézt nepodaří. V praxi je však každá úloha alespoň v nějakém smyslu stabilní.